# 恩里科·吉拉尔迪
恩里科·吉拉尔迪（義大利語：Enrico Gilardi，1957年1月20日—），意大利男子篮球运动员。他曾代表意大利获得1980年夏季奥运会篮球比赛男子银牌。他也参加了1984年夏季奥运会。